# (464298) 2016 AA98
(464298) 2016 AA98 es un asteroide perteneciente al cinturón de asteroides, descubierto el 15 de septiembre de 2009 por el equipo Spacewatch desde el Observatorio Nacional de Kitt Peak (Arizona, Estados Unidos).